# Sebastián Hernández
Sebastián Hernández Mejia oder kurz Sebastián Hernández (* 2. Oktober 1986 in Medellín) ist ein kolumbianischer Fußballspieler.

## Karriere

### Verein
Hernandez startete seine Profikarriere 2004 bei Deportes Quindío. Nach einem Jahr zog er zu Millonarios FC weiter und spielte bis 2013 für eine Reihe von südamerikanischen Vereine. Zur Saison 2013/14 wechselte er dann zum bulgarischen Klub Ludogorez Rasgrad. Dort gewann er im Jahr 2014 die bulgarische Meisterschaft und den Pokal. Er spielte eineinhalb Spielzeiten lang für Ludogorez und verbrachte die Rückrunde der Saison 2014/15 bei Tscherno More Warna.
Für die Saison 2015/16 lieh ihn sein Verein er in die türkische TFF 1. Lig an Boluspor aus. Nach einer Saison bei diesem Klub zog er im Sommer 2016 zu Atlético Junior weiter.

### Nationalmannschaft
Hernandez startete seine Nationalmannschaftskarriere 2002 mit einem Einsatz für die kolumbianische U-17-Nationalmannschaft. 2005 spielte er dann für die kolumbianische U-21-Nationalmannschaft.